# Волков Олександр Петрович (ракетник)
Олекса́ндр Петро́вич Во́лков (7 лютого 1934 — 22 квітня 2014) — радянський і російський військовий діяч, генерал-полковник, кандидат технічних наук, професор Академії військових наук РФ. Член Ревізійної Комісії КПУ в 1986—1990 роках. Депутат Верховної Ради УРСР 11-го скликання.

## Біографія
Народився 7 лютого 1934 року в селі Надєждіно Селівановського району Владимирської області.
У Збройних силах СРСР з 1952 року. Член КПРС з 1954 року.
У 1954 році закінчив Рязанське артилерійське училище.
В різні роки був командиром взводу, командиром батареї в Приволзькому військовому окрузі, начальником групи випробування ракет Р-9А, командиром ракетного полку в Забайкаллі та у 7-й гвардійській ракетній дивізії.
У 1966 році закінчив Військову академію імені Ф. Е. Дзержинського.
У 1973—1977 роках — командир 7-ї гвардійської ракетної дивізії.
У 1977—1982 роках — начальник штабу 50-ї ракетної армії (м. Смоленськ).
У серпні 1982—1987 роках — командувач 43-ї ракетної армії (м. Вінниця).
У 1985 році закінчив екстерном Військову академію Генерального штабу.
У 1987—1989 роках — заступник Головнокомандувача Ракетних військ стратегічного призначення (РВСП) з бойової підготовки — начальник бойової підготовки ракетних військ.
З 1989 по 1994 роки — перший заступник Головнокомандувача РВСП.
Обирався депутатом Верховної Ради УРСР 11-го скликання та Верховної Ради РРФСР (1990—1993).
Мешкав у місті Москва, де й помер 22 квітня 2014 року.

## Нагороди
- Орден Жовтневої Революції
- Орден Трудового Червоного Прапора
- Орден «Знак Пошани»
- Орден Червоної Зірки
- Медалі